# Мейнстрім-протестанти

Найбільші основні протестантські церкви в США.

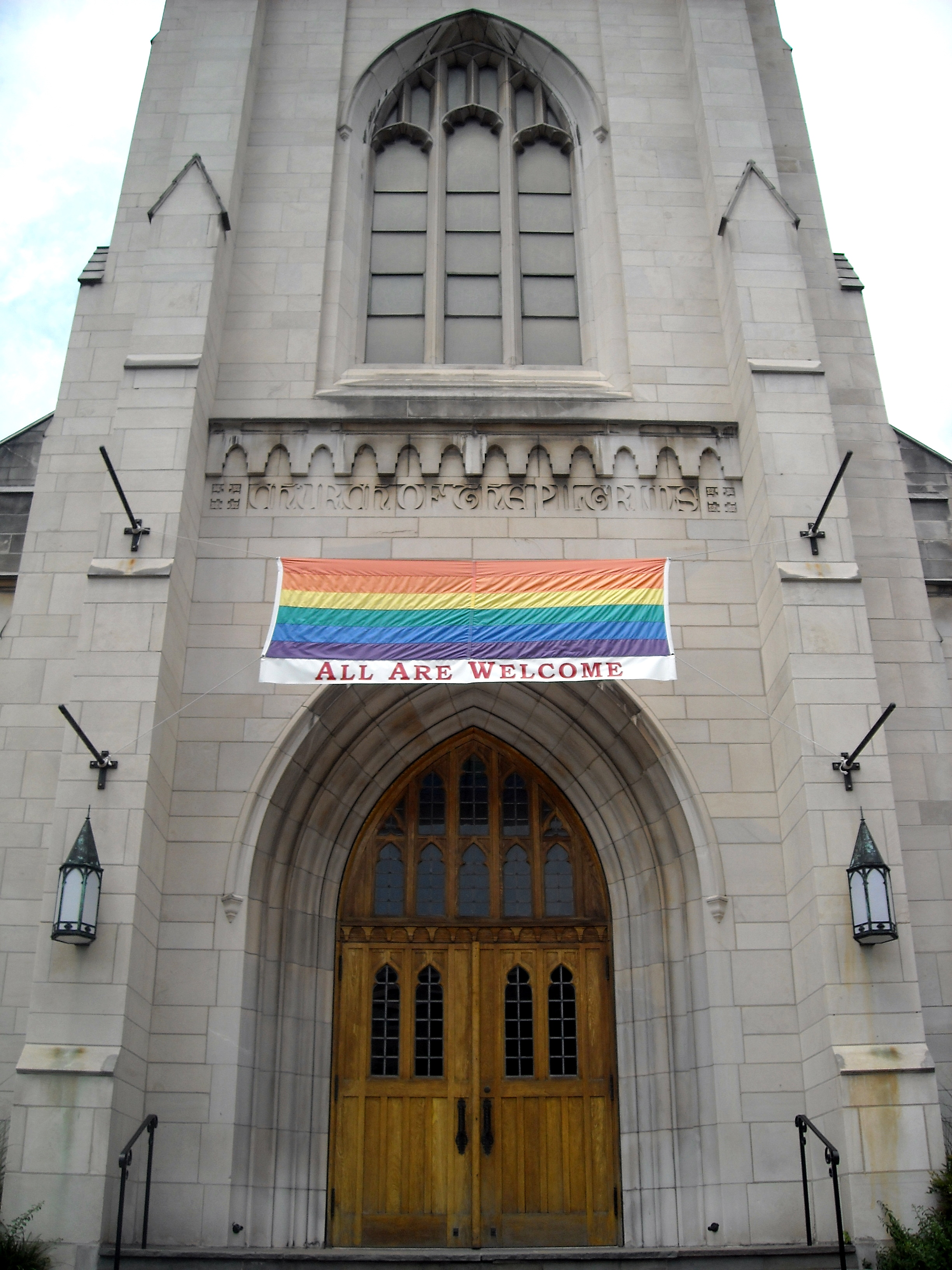
Пресвітеріанська церква у Вашингтоні, яка демонструє підтримку спільноті ЛГБТ.

Основні протестантські церкви (англ. Mainline protestant churches) — це група протестантських деномінацій у Сполучених Штатах та Канаді, переважно теологічно прогресивних переконань, які контрастують в історії та практиці з переважно теологічно консервативними євангельськими конфесійними церквами.
Основні протестантські церкви наголошують на соціальній справедливості та особистому порятунку, і як у політичному, так і в теологічному плані вони, як правило, більш ліберальні, ніж неосновні протестантські церкви, приймаючи теїстичний еволюціонізм, історичну біблійну критику, зрівняння прав жінок та прав ЛГБТ. Основні протестантські церкви приймають активну участь в екуменічному русі.

## Історія

### Назва та географія (кін. XVIII—перша пол. XIX ст.)
Термін «основні протестанти» (англ. mainline Protestant) був введений під час полеміки між модерністами і фундаменталістами серед протестантів США в 1920-ті роки. Деякі джерела стверджують, що термін походить від назви Філадельфійської магістралі, яким називають сукупність міст, розташованих уздовж старовинної головної залізничної лінії компанії Pennsylvania Railroad на захід від Філадельфії. Більшість мешканців цих місць належали до церков протестантського мейнстріму США. Наразі більшість протестантів американського мейнстриму поширені на Північному Сході та Середньому Заході США.

### Протистояння рабству (XIX ст.)
Таке розуміння соціальної справедливості та соціальних потреб у богослов'ї американського мейнстрім-протестантизму випливало з дискусій з приводу рабства. Проблема рабовласництва спонукала низку теологів XIX століття, які виступали проти рабства, таких як, наприклад, Вільям Еллері Ченнінг, Франціс Уейленд, Хорак Башнелл, шукати вирішення протиріччя між вірністю Біблії, в текстах якої рабство дозволялося, і суспільними реформами, спрямованими проти рабства. Теологи — противники рабства доводили, що, хоча рабство допускалося в біблійні часи, воно має розглядатися соціальним гріхом.
Антирабовласницьке богослів'я протестантизму потребувало теорії морального прогресу, ідеї якої стали фундаментальними у розвитку ліберального протестантизму XIX століття. Аргумент проти рабства, що відштовхується від ідеї морального прогресу, разом з його здійсненням в американському русі аболіціонізму затвердили прогресивну концепцію одкровення, яка набула подальшого розвитку наприкінці XIX століття ліберальними теологами, такими як, наприклад, Лаймен Ебботт. Ухвалення розвитку моральних цінностей у суспільстві полегшило процес адаптації до впливу сучасності, визнання біблійної критики та еволюційного вчення Дарвіна.

### Соціальна активність (XX ст.)
Антирабовласницька американська протестантська теологія дала поштовх розвитку руху «соціального Євангелія», яке стверджувало, що принципи християнської етики вимагають вирішення соціальних проблем, особливо у питаннях соціальної справедливости. На початку XX століття церкви протестантського мейнстриму США відігравали лідируючу роль у розвитку руху Соціального Євангелія та виявили активність в обговоренні таких питань як громадянські права та рівність жінок.

### Схильність про прогресивних позицій (др. половина XX—XXI ст.)
Церкви протестантського мейнстриму США більш схильні до лібералізму у питаннях богослов'я та політики, ніж консервативніші церкви, які не відносять до протестантського мейнстриму. У протестантському мейнстримі США вироблялася така концепція біблійного правосуддя, яка визначає соціальну несправедливість як суспільний гріх, що вимагає подолання, що зазвичай зачіпає політично ліберальні підходи до соціальних та економічних питань.

## Церкви та їх чисельність і сучасний стан справ

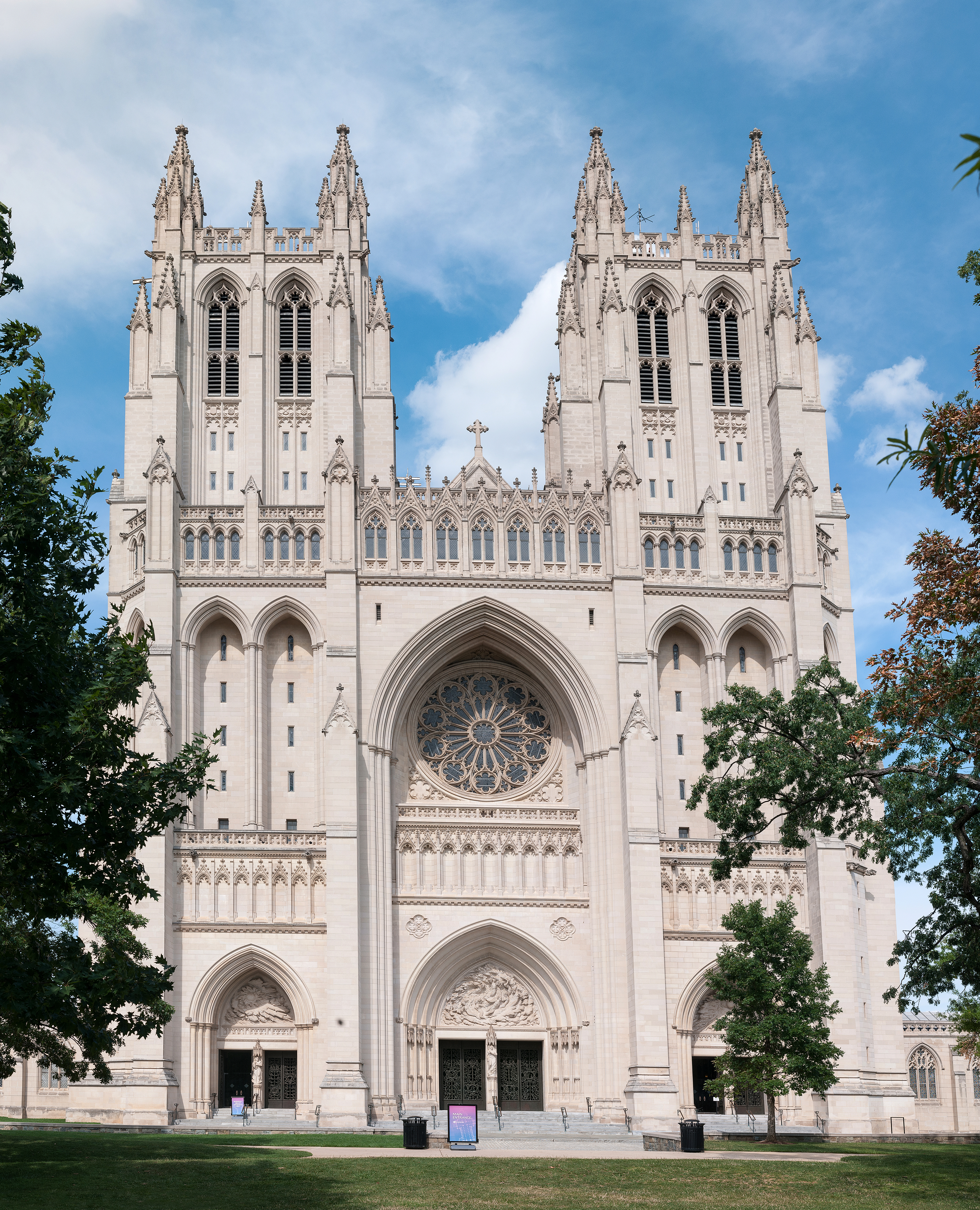
Вашингтонський кафедральний собор — неформально головна церква в США, де проходять офіційні богослужіння, пов'язанні з Президентами США, належить Єпископальній церкві.

Найбільші церкви мейнстриму США іноді згадують як «Сім сестер американського протестантизму» (Seven Sisters of American Protestantism). Цю назву використовував Вільям Хатчисон, і імовірно він ввів цю назву у вжиток. Ці сім церков:
- Об'єднана методистська церква (англ. United Methodist Church) — методизм; найбільша мейнстрім-церква США: 7,8 млн членів[16] (5,4 млн активних членів за даними на травень 2024)[17]. Висвячують жінок у священнослужителів[18] та ЛГБТ-людей[19], вінчають одностатеві пари лише з 2024 року[20];
- Євангелічна лютеранська церква в Америці (англ. Evangelical Lutheran Church in America) — лютеранство; друга за чисельністю мейнстрім-церква США: 5,2 млн членів[21] (2,8 млн активних членів на грудень 2023[22]. Висвячують жінок у священнослужителів[23] та ЛГБТ-людей[24], вінчають одностатеві пари[25];
- Єпископальна церква (англ. The Episcopal Church) — англіканство; третя за чисельністю мейнстрім-церква США: 2,6 млн членів[26] (1,4 млн активних членів на грудень 2023)[27]. Висвячують жінок у священнослужителів[28] та ЛГБТ-людей[29][30], вінчають одностатеві пари[31];
- Американські баптистські церкви США[en] (англ. American Baptist Churches USA) — баптизм: четверта за чисельністю мейнстрім-церква США: 2,6 млн членів[32] (1,1 млн активних членів на грудень 2023)[33]. Висвячують жінок у священнослужителів[34]. Щодо ординації ЛГБТ-людей та вінчання одностатевих пар, то в ABCUSA немає рішень щодо легалізації цих питань[35][36], але є свобода для кожної парафії вибирати відповіді на ці запитання і частина помісних церков присвячують ЛГБТ-людей у священики та благословляють одностатеві шлюби[37][38][39];
- Пресвітеріанська церква (США) (англ. Presbyterian Church (USA)) — пресвітеріанство; п'ята за чисельністю мейнстрім-церква США: 2,6 млн членів[40] (1,1 млн активних членів на грудень 2023)[41]. Висвячують жінок у священнослужителів[42] та ЛГБТ-людей[43], вінчають одностатеві пари[44];
- Об'єднана Церква Христа[en] (англ. United Church of Christ) — конгрегаціоналізм; шоста за чисельністю мейнстрім-церква США: 1,0 млн членів[45] (0,7 млн активних членів на грудень 2022)[46]. Висвячують жінок у священнослужителів[47] та ЛГБТ-людей[48], вінчають одностатеві пари[49];
- Християнська церква (Учні Христа)[en] (англ. The Christian Church (Disciples of Christ)) — реставраціонізм; сьома за чисельністю мейнстрім-церква США: 0,8 млн членів[50] (0,3 млн активних членів на грудень 2022)[51]. Висвячують жінок у священнослужителів[52] та ЛГБТ-людей[53], вінчають одностатеві пари[54].

Також, до цього списку додають маленькі церкви з прогресивними позиціями:
- Кооперативне баптистське товариство[en](англ. Cooperative Baptist Fellowship) — баптизм; всього 0,7 млн членів на грудень 2023[55]. Відкололися від найбільшої баптистської та протестантської церкви в США Південної баптистської конвенції протягом 1990-1991 років через розбіжності у питаннях жіночої ординації та прийняття ЛГБТ[56][57];
- Реформатська церква в Америці[en] (англ. Reformed Church in America) — реформатство; всього 0,08 млн членів на грудень 2024[58];
- Меннонітська церква США[en] (англ. Mennonite Church USA) — менонітство; всього 0,07 млн членів на січень 2024[59];
- Моравська церква в Сполучених Штатах[en] (англ. The Moravian Church in United States) — гуситство; всього 0,06 млн членів на січень 2016[60];
- Релігійне Товариство Друзів (квакерів) (англ. Religious Society of Friends (Quakers)) — квакерство; всього 0,05 млн членів на січень 2024[61];
- Метропольна общинна церква[en](англ. Metropolitan Community Church) — неконфесійний протестантизм; всього 0,015 млн членів на 2023 рік[62]. Перша церква в історії США, яка з року свого виникнення (1968) проголосила повне прийняття гомосексуальних та трансгендерних людей[63][64].

Усього, в США більше 24 млн (7,1% від усього населення США) основних протестантів.

## Цікаві факти
Основні протестанти — найбільш освічена та найбагатша релігійна група в США. Більшість членів мають вищу освіту (мінімум, бакалавра), а великий процент — науковий ступінь (PhD).
Єпископали та пресвітеріани — найбагатша категорія населення в США. Середній дохід загалом вищий, ніж у євангеліків:
- 25 % повідомили про дохід менше 30 000 доларів на рік.
- 21 % повідомили про $30 000—$49 999 на рік.
- 18 % повідомили про $50 000—$74 999 на рік.
- 15 % повідомили про $75 000—$99 999 на рік.
- 21 % повідомили про дохід у 100 000 доларів на рік або більше, у порівнянні з лише 13 відсотками євангеліків.